# Narodowi Republikanie

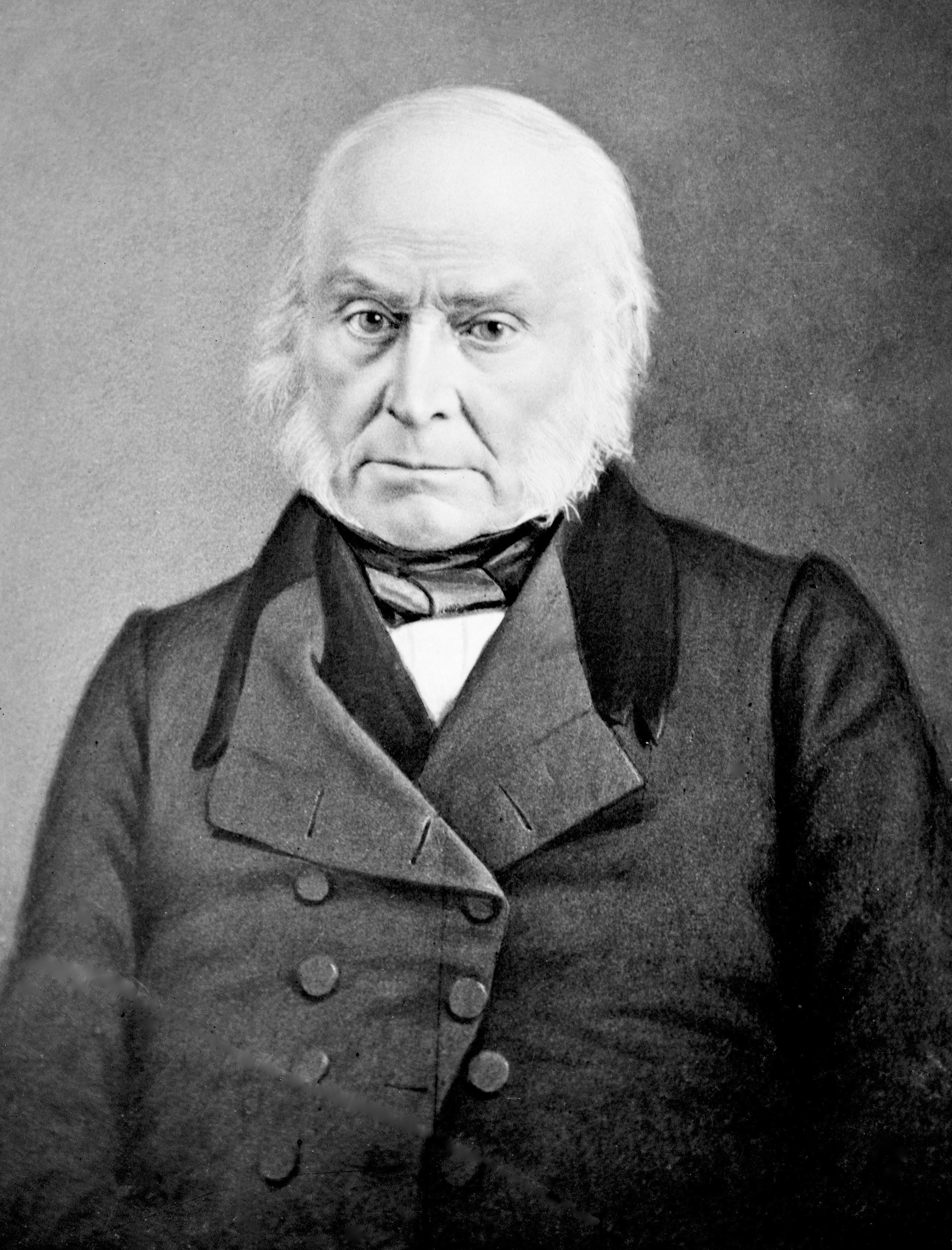
John Quincy Adams, współzałożyciel Narodowych Republikanów

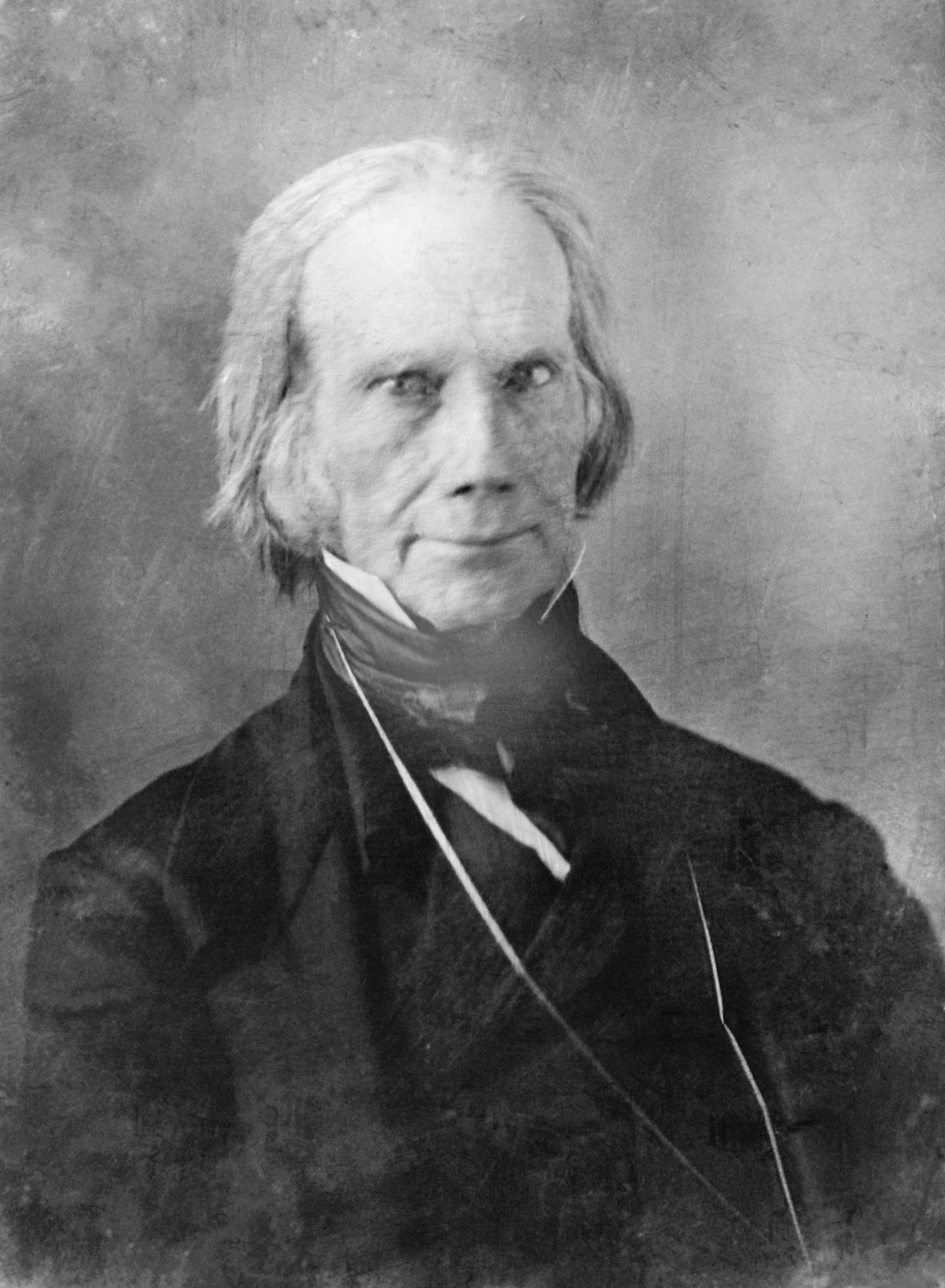
Henry Clay, współzałożyciel Narodowych Republikanów

Narodowi Republikanie (ang. National Republican Party) – frakcja wyłoniona z Partii Demokratyczno-Republikańskiej w Stanach Zjednoczonych, która przez pewien okres funkcjonowała jako oddzielna partia polityczna. Działalność Narodowych Republikanów przypada na lata 1828–1834.
Frakcja Narodowych Republikanów zaczęła się formować w trakcie i po zakończeniu wyborów prezydenckich w 1824 roku. Ponieważ żaden kandydatów nie otrzymał wówczas wystarczającego poparcia, elekcji prezydenta dokonała Izba Reprezentantów, która zdecydowała się wybrać Johna Quincy'ego Adamsa. Na decyzję wpływ miało poparcie Henry’ego Claya, który otrzymał stanowisko sekretarza stanu w nowym gabinecie. Wywołało to głębokie niezadowolenie w obozie przeciwnym, co doprowadziło do rozłamu – zwolennicy Andrew Jacksona i Martina Van Burena pozostali przy nazwie „demokratycznych republikanów”, natomiast zwolennicy Adamsa i Claya nazwali się „narodowymi republikanami”. W czasie kadencji Adams naciskał na centralizację, co było sprzeczne z panującym trendem uniezależniania się stanów. W wyborach prezydenckich w 1828 roku ubiegał się o reelekcję, ponownie mierząc się z Jacksonem. Narodowych Republikanów popierali głównie urzędnicy państwowi, bankierzy, duchowni protestanccy oraz bogaci farmerzy z Południa. Mimo to poniósł on porażkę, otrzymując poparcie wyłącznie w stanach Nowej Anglii. Pomimo porażki siła Narodowych Republikanów wzrosła. W 1832 roku wystawili kandydaturę Henry’ego Claya, który postulował utrzymanie protekcjonistycznych taryf celnych i popierał Drugi Bank Stanów Zjednoczonych. Poparli go wyborcy z Connecticut, Delaware, Kentucky, Marylandu, Massachusetts i Rhode Island. Zwycięstwo ponownie odniósł Andrew Jackson. W latach 30. XIX wieku Narodowi Republikanie połączyli siły z konserwatystami, zwolennikami banku centralnego i antyjacksonistami (przeciwnikami ówczesnego prezydenta) i utworzyli Partię Wigów.
| Wybory prezydenckie | Kandydat          | Głosy powszechne | Głosy elektorskie |
| ------------------- | ----------------- | ---------------- | ----------------- |
| 1824                | John Quincy Adams | 116 296          | 84                |
| 1828                | John Quincy Adams | 500 897          | 83                |
| 1832                | Henry Clay        | 484 205          | 49                |

| Wybory do Izby Reprezentantów | Liczba mandatów |
| ----------------------------- | --------------- |
| 1822                          | 72              |
| 1824                          | 109             |
| 1826                          | 100             |
| 1820                          | 72              |
| 1830                          | 66              |
| 1832                          | 63              |
| 1834                          | 75              |

| Wybory do Senatu | Liczba mandatów |
| ---------------- | --------------- |
| 1822             | 17              |
| 1824             | 22              |
| 1826             | 21              |
| 1820             | 23              |
| 1830             | 22              |
| 1832             | 26              |
| 1834             | 24              |